# Иоанн Ростовский
Иоа́нн Росто́вский (Иоанн Милостивый, «Власатый»; нем. Johannes von Rostov, der Mildtätige; ум. 3 сентября 1580 или 1581, Ростов) — святой, ростовский блаженный, юродивый, родом, возможно, из Германии. Почитается в Православной церкви как чудотворец, память совершается (по юлианскому календарю): 3 сентября, 12 ноября и 23 мая (Собор Ростовских святых).
Сведения о жизни Иоанна скудны, неизвестно как и когда он пришёл в Ростов. Проживал в доме священника Всехсвятской церкви, духовно окормлял горожан, в том числе и преподобного Иринарха Ростовского.
Умер в Ростове 3 сентября 1581 года. Своё прозвание «милостивый» получил от исцелений, которые, по мнению верующих, происходили от его мощей, а также в память святого Иоанна Милостивого, патриарха Александрийского, чьё имя носил ростовский святой.
Мощи святого находятся в Ростове в церкви в честь Толгской иконы Божией Матери, рядом с ракой находятся псалтырь и кипарисовый крест, принадлежавшие преподобному.